# Raila Odinga
Raila Amolo Odinga (født 7. januar 1945) er en kenyansk politiker, der var premierminister fra 2008 til 2013.
Han drog til DDR i 1962 efter at være droppet ud af skolen. Han kom først på Herder-instituttet og senere fik han et stipendium til teknisk skole i Magdeburg, en del af universitetet i Leipzig. Han var færdig med uddannelsen i 1970.
Han blev holdt i husarrest i syv måneder i 1982 pga. sine politiske aktiviteter. Han blev senere anklaget for landsforræderi og var derfor fængslet i 6 år uden dom indtil han blev løsladt 6. februar 1988 på ordre af præsident Daniel Moi. Han blev fængslet flere gange efterfølgende, indtil han i flygtede til Norge. i november 1991, hvor han blev til februar året efter. Han blev valgt til det kenyanske parlament i 1992, der var det første valg med deltagelse af flere partier.
Odinga har flere gange stillet op til præsidentvalg, uden at blive valgt: 1997, 2002, 2007, 2013, 2017 og 2022. En uge efter valget i august 2022 har han dog ikke anerkendt sit nederlag i årets præsidentvalg.